# Abkarovits Jenő-díj
A Abkarovits Jenő-díj (vagy Abkarovits Jenő kitüntető díj) azon alsófokú nevelési-oktatási intézmények azon pedagógusai részére adományozza Mezőkövesd Város Önkormányzata, akik a nevelő-oktató munka területén adott időszakban, tanévben, továbbá konkrét esemény vagy feladat végrehajtása során nyújtanak kimagasló teljesítményt. 2016-ban összevonták a középfokú nevelési-oktatási intézmények pedagógusai részére adható Dr. Papp Zoltánról elnevezett díjjal és attól kezdve mint Mezőkövesd Közneveléséért díj adományozzák.

## A díjról
A díj évente egyszer kerül átadásra, amihez díszoklevél, emlékplakett, valamint a mindenkori minimálbér nettó összegének megfelelő pénzjutalom jár.
A kitüntetés emlékplakettje kör alakú, sárgarézből öntött érem, melynek egyik oldalán Abkarovits Jenő arcképe, az „Abkarovits Jenő díj” felirat, másik oldalán pedig a „Mezőkövesd Város Önkormányzata” szöveg, a város 50x30 mm-es címere és alatta „szűcsös” matyó minta domborodik.

## Díjazottak
- 1998 Sipos Ferenc; nyugdíjas pedagógus, aki közreműködött az Iskolatörténeti Gyűjtemény rendezésében is.
- 2001 Dósa Lászlóné; a Bárdos Lajos Ének-Zenei Általános Iskola tanítónője, előtte Vattán és Bogácson tanított, a Térségi Közoktatási Társulás 1-2 osztályos munkaközösségének a vezetője, a megyei Tudományos Ismeretterjesztő Társulat munkatársa, cikkei rendszeresen jelennek meg a „Tanító” című lapban.
- 2004 Lázár Gáborné; a Szent István Katolikus Általános Iskola matematika-fizika szakos nyugdíjas tanárnője.
- 2005 Mitró András; a kisegítő iskola Eltérő Tantervű Tagozatának vezetője, diákjai halmozottan hátrányos helyzetű tanulók.
- 2006 Tóthné Gáspár Mária; a Bárdos Lajos Általános Iskola rajztanára, a MAME elnökségi tagja, aki a művészi oktatás keretében a matyó népművészet, Mezőkövesd értékeit oktatja.
- 2007 Barta Istvánné; óvodapedagógus, az V. óvoda vezető helyettese volt.
- 2008 Sereg Péterné; a Szent István Katolikus Iskola pedagógusa.
- 2009 Korpás Istvánné; a Bárdos Lajos tagiskola Tagintézmény-vezetője.
- 2010 Sebe Imréné; óvodapedagógus, a László Károly úti tagóvoda vezetője.
- 2011 Reich Lászlóné; középiskolai testnevelői tanár, a mazsorett csoportok vezetője, aerobik órákat tart.
- 2012 Mozerné Horga Stefánia; magánének tanár, a Szent László Kórus és Hangstúdió Egyesület vezetője.
- 2013 Panyi Zoltán; a Városi Zeneiskola rézfúvós tanára, felkészítő tanár, a Városi Fúvószenekar karnagya.
- 2014 Murányiné Klucsik Judit; az Alapfokú Művészeti Iskola Képző-és iparművészeti tagozatának tanszakvezető művésztanára, aki a lengyel-magyar baráti kapcsolatok ápolásában is tevékeny részt vállal.
- 2015 Szilvási Barnabásné; a Mező Ferenc Tagiskola nevelőtestület és a HOLOCÉN egyesület tagja, vezetője a természettudományi munkaközösségnek és a minőségirányítási körnek, környezetvédelmi rendezvények résztvevője, szervezője is.